# Faludi Antal
Faludi Antal, Held (Nagyvárad, 1851 – Budapest, 1932. szeptember 22.) színész.

## Életútja
Held Herman és Bródi Anna fia. Szülővárosában végezte iskolai tanulmányait. Gyulai Pál támogatása mellett beiratkozott a színészakadémiára; 1870-ben a fővárosi István téri színházhoz szerződött; egy hét múlva a színház leégett, erre Balatonfüredre ment és álnéven szerepelt. Innen Győrbe hívták. 1873. április 1-jén a Nemzeti Színház szerződtette, ahol 1901. május 14-én ülte meg 25 éves jubileumát »A mama« c. vígjáték Ugri Miska szerepében. 40 évi működés után, 1914-ben nyugdíjba ment és a postatakarékpénztárnál hivatalt vállalt.
Neje Enyedi (Aradi) Judit színésznő (Ehrlich Illés és Ehrlich Lina leánya, szül. 1870 körül), akivel 1890. június 16-án Szolnokon lépett házasságra. Leánya Faludi Sári, színésznő. 

## Fontosabb szerepei
- De Boines báró (Pailleron: Ahol unatkoznak)
- Ugri Miska (Szigligeti E.: A mama)

## Főbb művei
- Komédiás karczolatok (1907)
- Szatirikus önéletrajz (Budapest, 1917)

## Működési adatai
1874–76: Follinus János.